# Ralf Scheepers
Ralf Scheepers (nacido el 5 de febrero de 1965 en Esslingen am Neckar, Alemania) es el vocalista del grupo alemán de power metal Primal Fear. Tiene un tono de voz relativamente alto y de tipo tenor y algunas veces utiliza un grito nostálgico con reminiscencias a Rob Halford de Judas Priest, aunque sus bajos de barítono son los que le dan un rango de cerca de 4 octavas en su registro modal. También ha cantado en Gamma Ray y Tyran' Pace. Ralf Scheepers ha hecho de invitado vocal para las bandas Avantasia, Scanner, Therion, Ayreon y Shadow Gallery y trabajó con Tom Galley en el álbum Blind Faith de Phenomena. En 2015, colabora con Luca Turilli's Rhapsody en la producción de su segundo material discográfico Prometheus, Symphonia Ignis Divinus, participando en dueto con el vocalista principal Alessandro Conti en el tema Thundersteel, cover de la canción de Riot, el álbum fue lanzado el 19 de junio por Nuclear Blast.

## Discografía

### Primal Fear
1997–presente
- Primal Fear (1998)
- Jaws of Death (1999)
- Nuclear Fire (2001)
- EP - Horrorscope (2002)
- Black Sun (2002)
- DVD - The History of Fear (2003)
- Devil's Ground (2004)
- Seven Seals (2005)
- Metal Is Forever - The Very Best of Primal Fear (2006)
- New Religion (2007)
- 16.6 : Before the Devil Knows You're Dead (2009)
- Live in the USA (2010)
- DVD - 16.6 All over the World (2010)
- Unbreakable (2012)
- Delivering the Black (2014)
- Rulebraker (2016)
- Apocalypse (2018)
- Metal Commando (2020)
- I Will Be Gone feat. Tarja Turunen (2021)
- Code Red (2023)

### Tyran' Pace
- Eye to Eye (1983)
- Long Live Metal (1984)
- Watching You (1986)

### Gamma Ray
- Heading for Tomorrow (1990)
- DVD - Heading for the East (1990)
- Sigh No More (1991)
- Insanity and Genius (1993)
- DVD - Lust for Live (1993)
- Power of Metal (1994) compilación convivir con Rage, Conception, y Helicon
- The Best (of) (2015)
- 30 Years of Amazing Awesomeness (2021)
- DVD - 30 Years Live Anniversary (2021)

### F.B.I.
- Hell on Wheels (1993)

### Solo
- Scheepers (2011)

### Blackwelder
- Survival of the Fittest (2015)

### Enzo and the Glory Ensemble
- In the Name of the Father (2015)
- In the Name of the Son (2017)
- In the Name of the World Spirit (2020)

### Michael Schenker Group
- ’’Immortal’’. Scheepers as a guest singer in the two songs „Drilled to kill“ and „Devil´s Daughter“ (2021)
- ’’Universal’’. Scheepers as a guest singer in the song „Wrecking Ball“ (2022)

### Baron Carta
- Step Into The Plague E.P (2021)
- In A Concrete Room E.P (2021)

### Aparición como invitado
Vocal en canción
- Scanner - Hypertrace (1988)
- German Rock Project - Let Love Conquer the World (1991)
- Sinner - No More Alibis (1992)
- Heavens Gate - - Hell for Sale! (1992)
- Brainstorm – Hungry (1997)
- Roland Grapow - The Four Seasons of Life (1997)
- Scanner - Ball of the Damned (1997)
- Pink Cream 69 - Electrified (1998)
- Therion - Vovin (1998)
- Sinner - The Nature of Evil (1998)
- Therion - Crowning of Atlantis (1999)
- Ayreon - Universal Migrator Part 2: Flight of the Migrator (2000)
- VA - Catch The Rainbow : A Tribute to Rainbow (2000)
- VA - German Rock Stars - Wings of Freedom (2001)
- Sinner - There Will Be Execution (2003)
- Tribuzy - Execution (2005)
- Sinner - Mask of the Sanity (2007)
- Tribuzy - Execution Live Reunion (2007)
- Solna - Sent from Heaven (EP) (2008)
- Shadow Gallery - Digital Ghosts (2009)
- Solna - Eurameric (2009)
- Phenomena - Blind Faith (2010)
- Dragony - Legends (2011)
- Helker - Somewhere in the Circle (2013)
- Highlord - The Warning After (2013)
- Nergard - Memorial for a Wish (2013)
- Rage of Angels - Dreamworld (2013)
- Magnus Karlsson - Free Fall (2013)
- Pamela Moore - Resurrect Me (2013)
- Domination - Doom in Nation (2013)
- Mägo de Oz - The Black Book (2013)
- Hellcircles - Prelude to Decline (2014)
- Desert - Never Regret (2015)
- Gaelbah - Häxan (2015)
- Graveshadow - Blink (2015)
- Hansen - XXX : 30 Years Of Metal (2016)
- Derdian - Revolution Era (2016)
- The Rose of Lilith - Soulless (2017)
- Soulspell Metal Opera - The Second Big Bang (2017)
- Europica - Part One (2017)
- Icy Steel - Guest on Earth (2018)
- Constantine - Aftermath (2019)
- Hellrazer - Bonecrusher (2019)
- Trend Kill Ghosts - Kill Your Ghosts (2019)
- Adrian Benegas - The Revenant (2019)
- Vanish - Altered Insanity (2020)
- Hellbound - Overlords (2020)
- Hellbones - Crossing Borders (2021)
- Avaland - Theater of Sorcery (2021)
- Marius Danielsen - Legend of Valley Doom Part III (2021)
- Trick or Treat - The Unlocked Songs (2021)
- Powerwolf - Call of the Wild (Deluxe Version) (2021)
- Basement Prophecy - Metal Zeit (Daalschlag cover) (2021)
- Then Comes The Night - Chapter 1 (2022)
- Chrysalïd - Back on The Streets (2022)
- Avantasia - The Wicked Rule the Night (2022)
- Triddana - Wasted Paradise (2022)
- Sinner - Brotherhood (2022)
- Demon Project - Self-titled album (2022)
- Conor Brouwer's Call of Eternity - Call of Eternity (2022)
- Casus Belli - Ad Calendas Graecas (2022)
- Xandria - You Will Never Be Our God (2022)
- Woods of Wonders - Lost (2022)
- Kliodna - Way of Heroes (2022)
- Avantasia - A Paranormal Evening With The Moonflower Society (2022)
- StormHammer - Never Surrender - 30 Years of Power (2022)
- Immortalizer - Born for Metal (2023)
- Xandria - The Wonders Still Awaiting (2023)
- Dispyria - The Story of Marion Dust (2023)
- Scarlet Aura - Fire All Weapons (2023)
- Immortal Guardian - Roots Run Deep (2023)
- Majustice - Ancestral Recall (2023)
- Dreamyth - Altheia (2023)
- Ankhara - Tu verdad (2023)
- Cathalepsy - Blood and Steel (2023)
- Ankhara - De Aquí a la Eternidad (2023)

## Filmografía
- Dreath: Sidestories Underground (Short 2012) - Soldier
- Gamma Ray: Skeletons and Majesties (Video 2012) - (lyrics: "The Spirit" "Brothers" - writer "Brothers")
- Devil's Five (2021) - Ansel Schneider